# Silene moorcroftiana
Silene moorcroftiana är en nejlikväxtart som beskrevs av Nathaniel Wallich. Silene moorcroftiana ingår i släktet glimmar, och familjen nejlikväxter. Inga underarter finns listade i Catalogue of Life.